# Ust-Sxerbedino
Ust-Sxerbedino (en rus: Усть-Щербедино) és un poble de l'óblast de Saràtov, a Rússia, segons el cens del 2021 tenia 827 habitants. Pertany al districte municipal de Romànovka.